# 제이 존슨
제이 찰스 존슨(영어: Jeh Charles Johnson, 1957년 9월 11일 ~ )은 미국 민주당 소속의 정치인이자 변호사이며, 전 미국 국토안보부 장관이다.